# アルフォンソ2世 (アストゥリアス王)

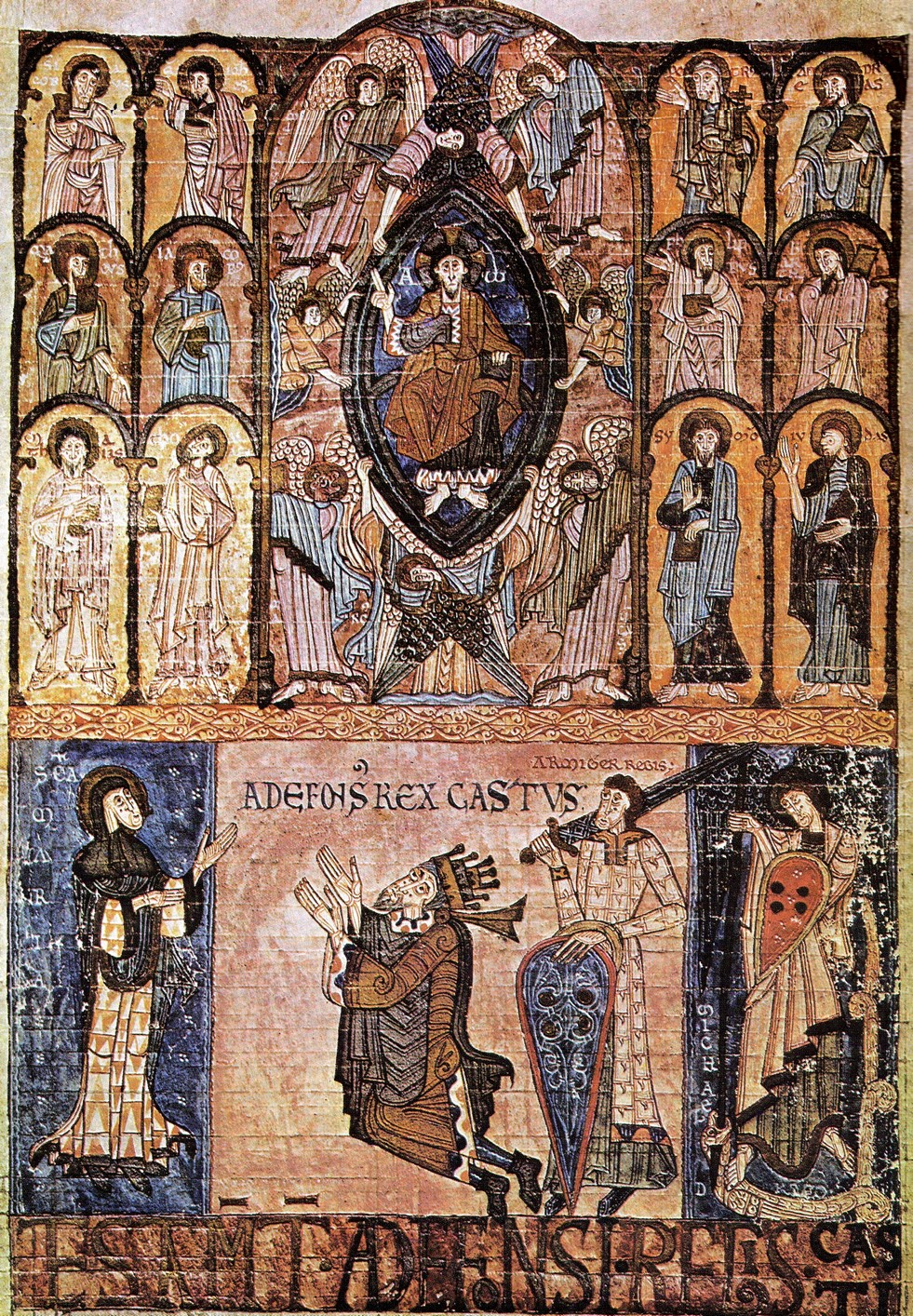
"Libro de los Testamentos"（12世紀）の中のアルフォンソ2世

アルフォンソ2世 （Alfonso II de Asturias、760年 - 842年）は、アストゥリアス王（在位：791年 - 842年）。彼の治世は通算51年間を数え、その間に伝説上のサンティアゴの墓がサンティアゴ・デ・コンポステーラで発見されたとされる。初代アストゥリアス王ペラーヨの曾孫にあたる。

## 生涯
フルエーラ1世と王妃ムニアの子としてオビエドで生まれた。父の死後、アルフォンソはシロ王の妃で、叔母にあたるアドシンダの庇護を受けていたが、言い伝えではガリシアのサモス修道院で育ったとされる。シロ王が死ぬと、アドシンダ王妃と宮廷の高級貴族らの支持を受けて王に選ばれたが、い反対派の後押しを受けた叔父のマウレガートに王座を奪われ、アラバの母方の親戚を頼って逃れた。
ブルビアの戦いでベルムード1世が敗戦すると即座に退位し、アルフォンソはアストゥリアスに帰還し、791年9月に即位した。
カール大帝と相互に交流があったことが知られる。そこで何が行われたは不明だが、796年、797年、798年の3度、ガラエキアの代表団がフランク宮廷に送られた証拠があるからである。
彼は798年にコルドバの太守支配下のリスボンを荒らし、825年にはナロンとアンセオでイスラム教徒軍を破った。この勝利のおかげで、ガリシア、レオン、カスティーリャで政治的再編が進んだ。
彼は自らの宮廷をオビエドに固定し、教会や宮殿を数箇所建てた。彼の治世のオビエド城外にサントゥリャーノ教会が建てられている。
内政面に関しては、彼が貴族の一部によってアブラーニャ修道院への隠棲を強いられた、801年から808年の間は彼の治世の中でも深刻な状況にあった。彼はテウダーノという貴族の助力で王位に返り咲き、以来王国の再編を重要な施策と位置付け、王権の強化のために西ゴート王国時代の遺産に関係づけることを始めた。アルベルデンセ年代記を記した無名人物は、アルフォンソが「教会と宮殿の両方を、全てトレドのゴシック様式にして」オビエドを復興させたと記している。
セバスティアネンセ年代記では842年に、「52年間、質素で汚れなく、敬虔にして見事に王国を治め」アルフォンソが死んだことを記している。
伝説では、アルフォンソ王時代の814年に使徒サンティアゴの墓がコンポステーラで発見されたとされている。
死後、アルフォンソ2世はオビエド大聖堂王室霊廟に埋葬された。

## 子女
一部の歴史家たちが、アルフォンソはフランスの王家出身のベルタを妃としたとしている。